# Mari Carmen Maeztu
Mari Carmen Maeztu Villafranca (Valtierra, Navarra, 1962) es una política española. Es Consejera de Derechos Sociales y Empleo del Gobierno de Navarra (desde 2019).

## Biografía
Nacida en la localidad navarra de Valtierra en 1962. Tras diplomarse en Trabajo Social en la Universidad del País Vasco, se licenció en Derecho en la UNED.
Comenzó su carrera profesional como trabajadora social en el Servicio Social de Base de la zona Básica de Valtierra (1985). Posteriormente desempeñó su trabajo en diversos puestos de gestión en el Departamento de Derechos Sociales: jefa de Negociado de Coordinación de los Servicios Sociales de Base y jefa de las secciones de Atención Primaria, y de Planificación e Investigación (2001); y finalmente fue subdirectora de Valoración y Servicios de la Agencia Navarra de Autonomía y Desarrollo de las personas (2015).
María Chivite la nombró (agosto de 2019) Consejera de Derechos Sociales y Empleo del Gobierno de Navarra, y volvió a contar con ella, en su segundo gobierno (agosto de 2023).
Está casada con Mikel Valverde.